# Påsk (pjäs)

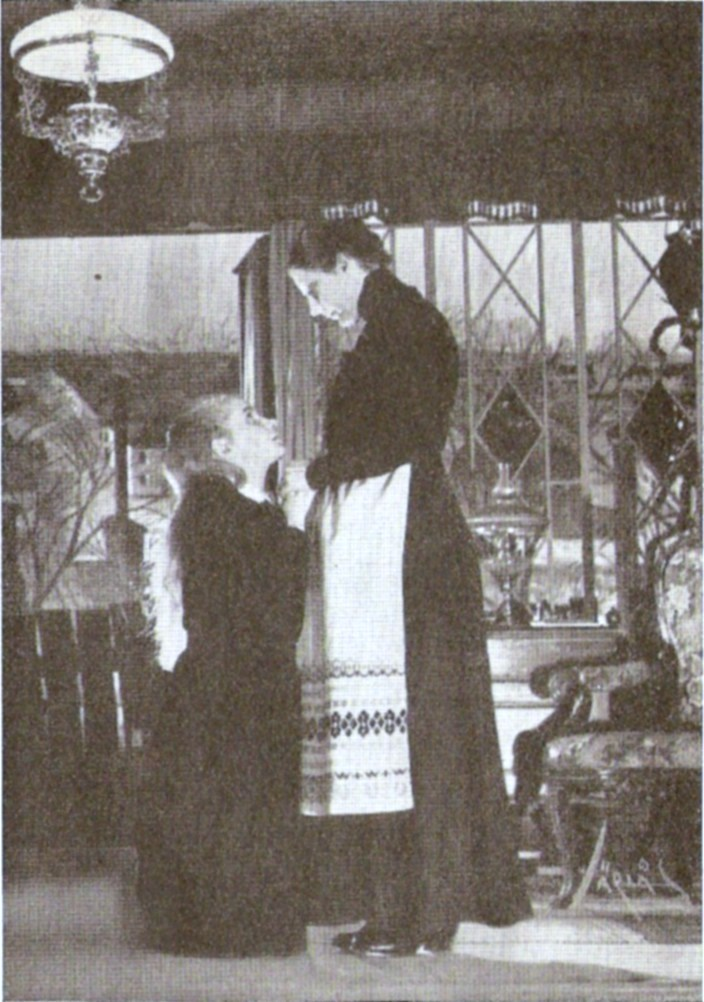
Doris Svedlund som Eleonora och Dora Söderberg som Modern i en uppsättning av Påsk vid Dramatens studio 1946.

Påsk är en teaterpjäs från 1900, författad av August Strindberg. Den kan hänföras till författarens naturalistiska dramer, men är samtidigt inspirerad av passionsspelen i Oberammergau, och har kallats "ett kammarspel före de egentliga kammarspelen". Pjäsen har beskrivits som "ett passionsspel i tre akter", och textoriginalets undertitel är "Ett Passions Spel".
Den hade premiär i Frankfurt am Main i mars 1901..

## Handling
Pjäsen utspelar sig i Lund hos familjen Heyst mellan skärtorsdag och påskafton. Fadern i familjen sitter i fängelse för förskingring och sonen, Elis, är därför den som försörjer familjen. Faderns förehavanden har skadat familjen och isolerat dem i staden.
Fordringsägare Lindkvist är en av de som drabbats av faderns kriminella gärningar. Familjen väntar att han närhelst kan komma och mäta ut familjens egendom. Så på påskafton kommer Lindkvist till sist, men visar då, tvärtemot vad familjen har befarat, barmhärtighet. Familjen kan andas ut och livet ler mot dem igen.

## Roller
- Fru Heyst, mor i huset.
- Elis, hennes son, fil. kandidat.
- Eleonora, dotter i familjen.
- Kristina, Elis trolovade.
- Benjamin, gymnasist.
- Lindkvist, fordringsägare.